# Los Bahuises
Los Bahuises är en ort i Mexiko.   Den ligger i kommunen Navojoa och delstaten Sonora, i den nordvästra delen av landet, 1 400 km nordväst om huvudstaden Mexico City. Los Bahuises ligger 41 meter över havet och antalet invånare är 1 303.
Terrängen runt Los Bahuises är platt. Runt Los Bahuises är det ganska glesbefolkat, med 36 invånare per kvadratkilometer. Närmaste större samhälle är Navojoa, 5,6 km söder om Los Bahuises. Trakten runt Los Bahuises består till största delen av jordbruksmark.